# Larik Kemahan
Larik Kemahan is een bestuurslaag in het regentschap Sungai Penuh van de provincie Jambi, Indonesië. Larik Kemahan telt 973 inwoners (volkstelling 2010).